# Anisopodus melzeri
Anisopodus melzeri é uma espécie de besouro da família Cerambycidae. Foi descrito por Gilmour em 1965. A espécie recebeu o nome do entomologista Melzer.